# Dalbergia sampaioana
Dalbergia sampaioana är en ärtväxtart som beskrevs av João Geraldo Kuhlmann och Frederico Carlos Hoehne. Dalbergia sampaioana ingår i släktet Dalbergia, och familjen ärtväxter. Inga underarter finns listade i Catalogue of Life.